# エストニアのビール

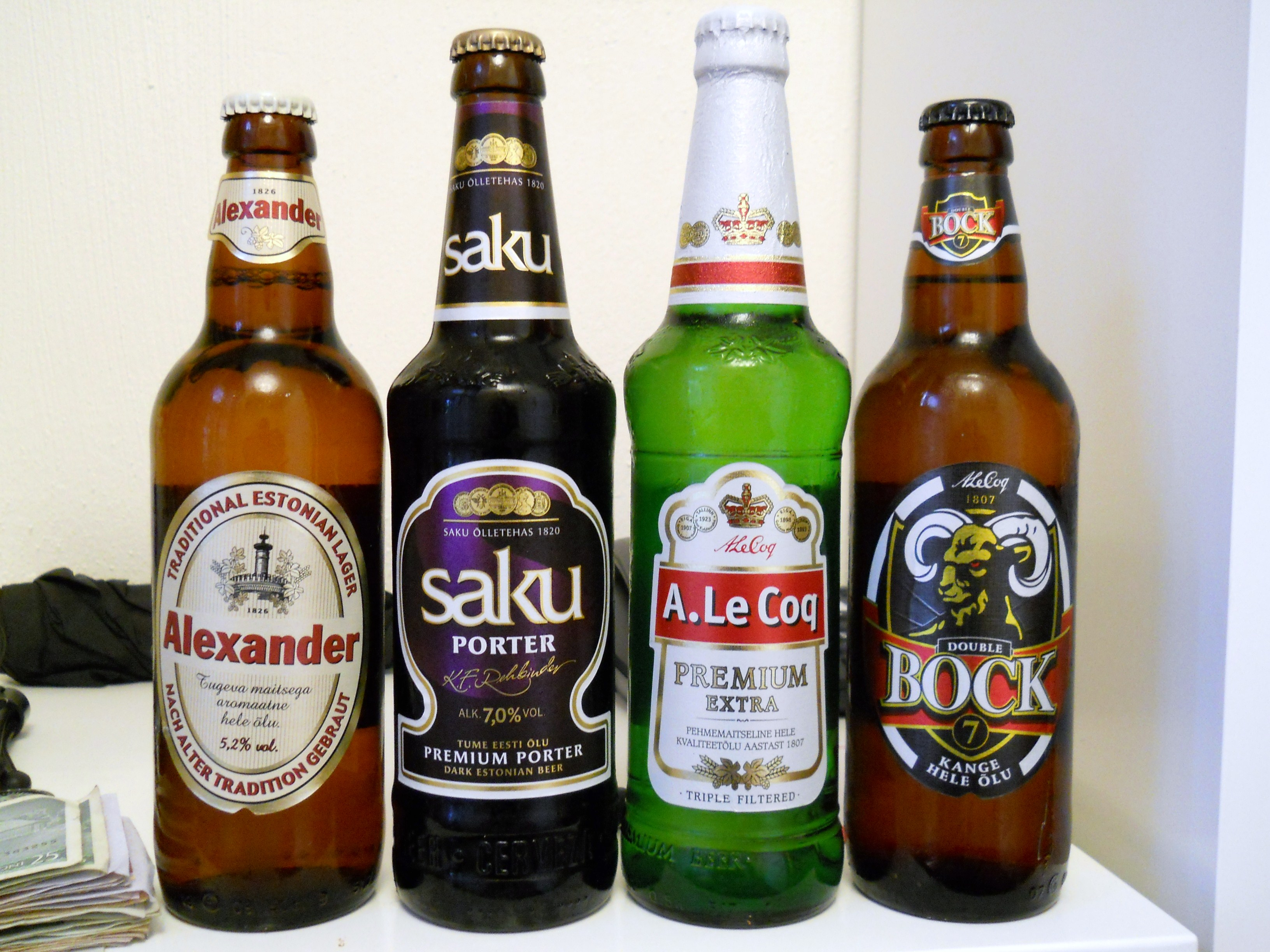
エストニアの瓶ビール

エストニアのビール（英語: Beer in Estonia）ではエストニアで製造されるビールの概要について記す。
エストニア語ではビールは「Õlu」と書く。
エストニアの年間ビール消費量は、2020年の調査では世界6位となっている。スーパーなどでも多くのビールが販売されていて、近隣諸国より物価が安価ということもあってフィンランドからエストニアへビールを買いに来る人も多い。

## 歴史と特徴
エストニアにおけるビールの歴史は古く、1284年の文献にエストニアで醸造されるビールについての言及がある。
19世紀初頭にはサク市のサクビールとタルトゥのアルコックという醸造所が創業され、今日まで営業を続けている。
1990年くらいまではエストニアの政情不安の影響もあり、醸造業界もまた不安定な状況にあったが、その後は前述の2つの古い醸造所ともども回復している。
エストニアはフィンランドから近いにもかかわらず、2つの古い醸造所はフィンランドのビールよりも中央ヨーロッパのラガー醸造の伝統の影響を受けている。多くの点でドイツのラガーに似ており、ロンドンポーターのローストした茶色麦芽の風味には欠ける。

## エストニアのビールの銘柄例
サクビール
サク市で1866年から醸造している大手ビール会社。エストニアの首都タリンではいたるところで販売しているのを見かける。
アルコック (ビール)
エストニアでは、最も操業が古いビールブランド。
1807年、プロイセン王国領のときに創業。
プヤラ
2011年にタリンで創業。

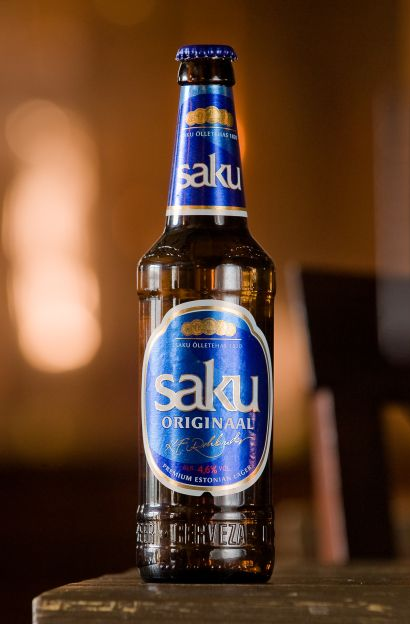
saku ORIGINAL
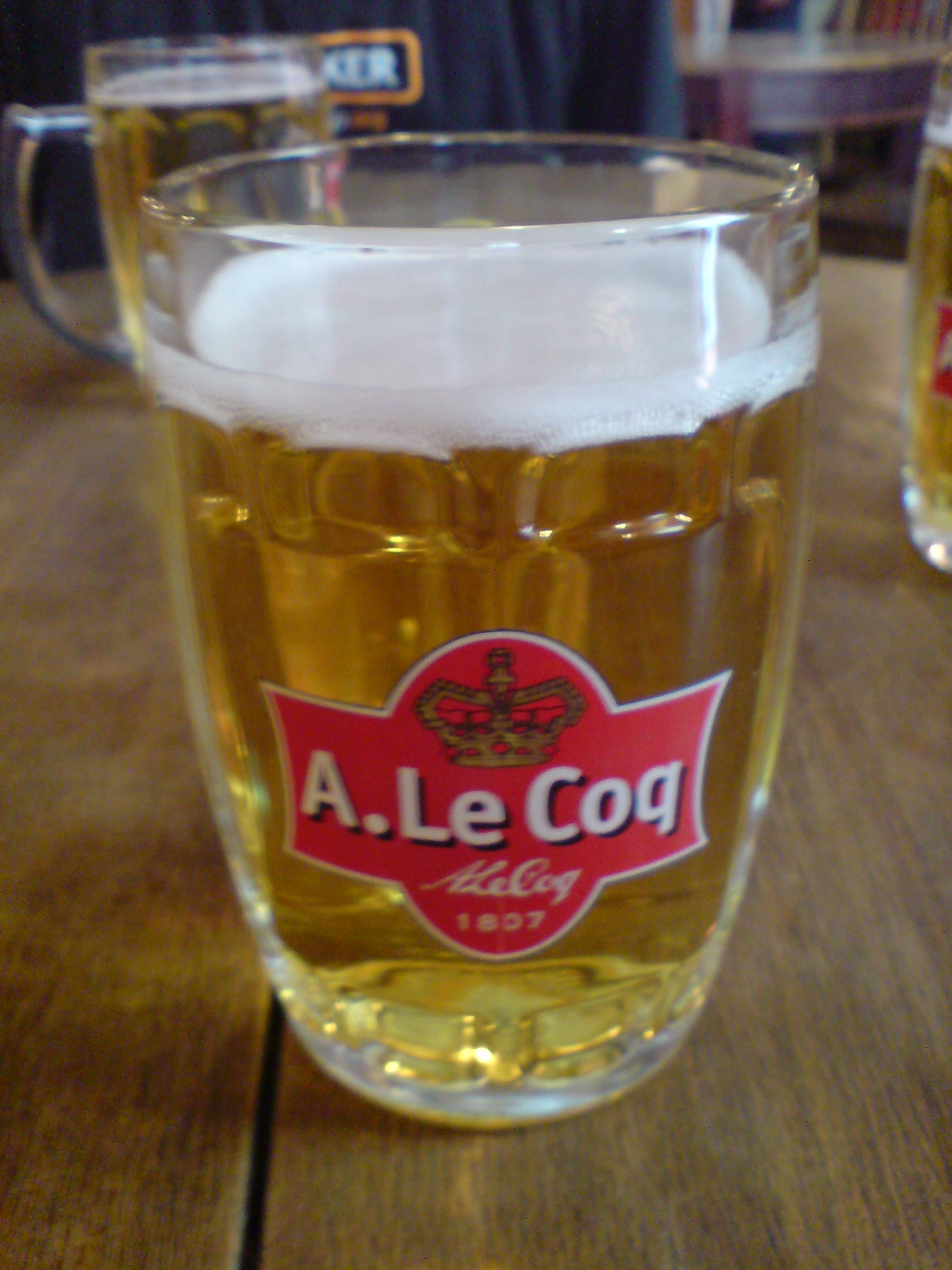
アルコックのグラス
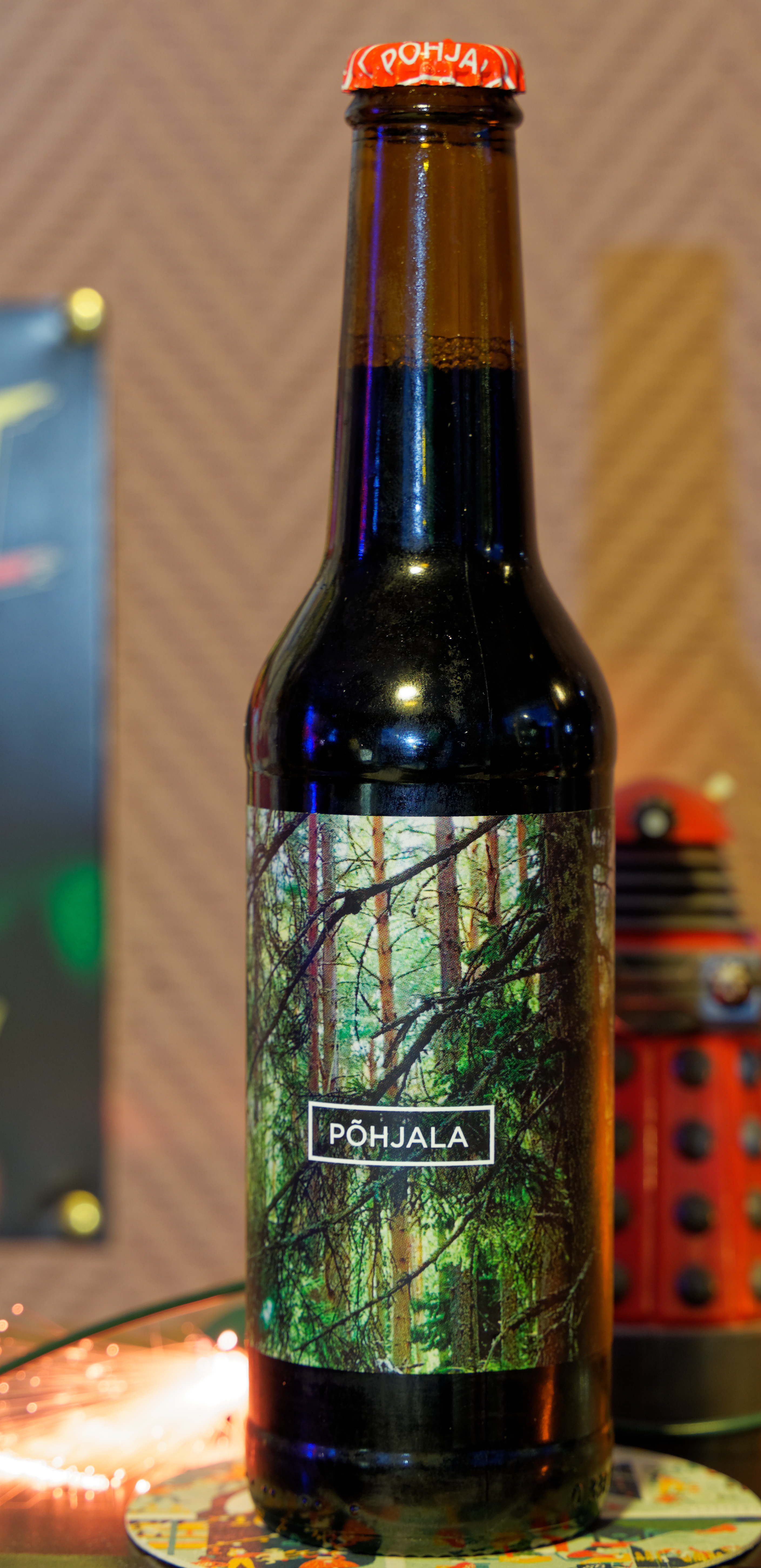
プヤラ クリスマスビール